# 尤尔达什·阿洪巴巴耶夫
尤尔达什·阿洪巴巴耶维奇·阿洪巴巴耶夫（俄語：Юлда́ш Ахунбаба́евич Ахунбаба́ев，1885年7月1日（格里历：7月13日）—1943年2月28日），乌兹别克族，苏联革命家、党和国家领导人。曾任苏联中央执行委员会主席团成员、乌兹别克苏维埃社会主义共和国最高苏维埃主席团主席等职务。他是乌兹别克苏维埃社会主义共和国的创立者之一。

## 生平
- 1885年7月1日（格里历：7月13日）出生于费尔干纳州马尔吉兰区朱伊巴扎尔村的一个农民家庭。幼年在家乡巴依处做雇工。
- 1901年-1914年，马尔吉兰私人轧棉厂工人。
- 1904年-1914年，乌兹根农场雇工。
- 1914年-1916年，马尔吉兰加入反俄革命组织，参与1916年的中亚民族大起义。期间被捕，判处2个月监禁。
- 阿洪巴巴耶夫坚定拥护二月革命和十月革命。十月革命后，他支持中亚地区苏维埃政权的建立。1917年10月-1918年，费尔干纳州马尔吉兰区村委会主席。
- 1918年-1920年，苏俄红军服役，参与围剿巴斯马奇反革命势力。
- 1920年-1925年，突厥斯坦苏维埃社会主义共和国费尔干纳州马尔吉兰区工农联盟分会主席，1921年5月加入俄共（布）。期间，1923年-1925年，费尔干纳州政府成员。他参与了中亚地区的民族识别和划界工作，并组建新生的乌兹别克苏维埃社会主义共和国。
- 1925年2月-1938年7月，乌兹别克苏维埃社会主义共和国中央执行委员会主席兼苏联中央执行委员会主席团成员。他成为了苏维埃乌兹别克的最高元首。
- 1938年7月-1943年2月，乌兹别克苏维埃社会主义共和国最高苏维埃主席团主席。
- 1943年2月28日于塔什干逝世，终年57岁。葬于察合台公墓。在他去世之际，乌兹别克苏维埃社会主义共和国宣布全国哀悼。

阿洪巴巴耶夫是联共（布）14大代表；第1届苏联最高苏维埃联盟院代表，第1届乌兹别克苏维埃社会主义共和国最高苏维埃代表。

## 支援卫国战争
战争期间，阿洪巴巴耶夫多次与斯大林和其他苏联领导人沟通。他紧急动员乌兹别克全体工农力量参加苏军后勤支援。几千辆马车满载着面粉、油料、布料、羊毛、黑色金属等重要物资，通过铁路运往前线。他收养了三个孤儿，包括一个犹太人。他们都参与了费尔干纳运河的建设。
二战后，民间传言称如果阿洪巴巴耶夫仍然在世，斯大林会指派他与纳粹德国签署无条件投降协定。

## 荣誉
- 列宁勋章（1939）
- 两次劳动红旗勋章（1926,1939）